# Mina de San Román de Campezo
La Mina de San Román de Campezo es una mina a cielo abierto de asfaltos naturales localizada en el concejo de San Román de Campezo, perteneciente al municipio de Bernedo, en la cuadrilla de Montaña Alavesa de Álava. No se encuentra en explotación.

## Situación
Se ubica en el término de 'Atelaran', que originalmente pertenecía a la aldea de Rituerto, despoblada en 1710. Pertenece a San Román de Campezo, municipio en que recayeron los terrenos propios del citado despoblado.

## Historia
Las empresas que surgieron para explotar ésta y otras minas del entorno de la Montaña Alavesa, lo hicieron con motivo del gran desarrollo urbanístico que se empezó a producir en las ciudades a lo largo del siglo XIX. En esa época, el asfalto es cada vez más empleado para componer el pavimento de las calles. Ciudades como París (1835) o Madrid (1847) fueron algunas de las pioneras en la demanda de esta materia prima, pero también se constata su empleo en Barcelona (1894), donde se aplicó años después de los buenos resultados observados en las experiencias de Vitoria y San Sebastián. Otros puntos de demanda fueron Gijón, Burgos, Santander o Bilbao entre otros.

### Diversidad de productos ofertados
Según cuáles fueran las técnicas de asfaltado empleadas en cada lugar, el asfalto debía presentarse de distintas formas. Unas veces como asfalto en polvo, otras como 'panes de almáciga asfáltica' y en otras ocasiones como losetas o briquetas. Todos estos productos eran los que se ofertaban desde las empresas asfálticas alavesas.

### Descubrimiento y primera explotación (1850-1915)
Según apunta el investigador Rufino López de Alda, el descubrimiento de esta mina se produjo en el año 1850. Por aquel entonces, al yacimiento se le dio el nombre de mina 'La Afortunada', siendo los primeros concesionarios de su explotación Santiago Arrieta y Eustaquio Musitu. Poco después, en 1856, la mina fue adquirida por Francisco Valencia, en cuya familia se mantuvo hasta 1916. Durante todo este período el transporte de la roca asfáltica a la factoría de transformación se realizaba mediante mulas.

### La compañía 'Asfaltos San Román de Campezo' (1916-1930)
Ese año de 1916, la mina fue comprada por a Félix Gorospe Ayerbe que, a partir de ella, creó la compañía 'Asfaltos de San Román de Campezo'. Una de las mejoras al sistema de explotación que se pretendía, incluía la construcción de un "tranvía aéreo", es decir, un mecanismo de transporte que serviría para conducir la roca asfáltica desde el punto de extracción en la mina hasta un almacén por medio de cestos y un cableado suspendido en el aire gracias a su vez a una estructura de postes parecida a la de un teleférico. A pesar de las gestiones realizadas al respecto, este "tranvía aéreo" no pudo completarse, aunque sí que fue edificado el citado almacén, que sería bautizado con el nombre de 'Santa Cristína'. Por lo que respecta al transporte del asfalto desde la mina hasta este lugar de almacenaje, las investigaciones apuntan a que durante este período se siguió empleando el tradicional sistema de mulas. Pasado apenas una quincena de años, en 1930 esta empresa cerró.

### La compañía 'Asfaltos Naturales de Campezo'(1938-1955)
En 1938-40 el mismo propietario de antaño volvió a poner la mina en explotación. Fue por entonces que se construyó una nueva fábrica para la transformación del material asfáltico en Antoñana. Con objeto de facilitar el transporte de materiales hasta esta factoría se emprendió también por aquellos tiempos la construcción de una carretera. Esta carretera (que, paradójicamente, durante mucho tiempo estuvo sin asfaltar) fue durante bastantes años de uso exclusivo para el acarreo de materiales desde la mina. Todas estas obras fueron realizadas en el contexto de una nueva empresa creada en 1940 con el nombre de 'Asfaltos de Campezo'. Esta nueva entidad mantuvo la mina en explotación durante una quincena de años, hasta que, en 1955, su escasa rentabilidad obligó al cese de las labores de extracción.

## Trabajo en la mina a mediados delsigloXX
Según el testimonio de uno de los antiguos operarios (recabado por Amaia Maestre en entrevista a Luis Arrieta), a mediados del siglo XX, en la mina llegaron a trabajar diez mineros fijos, y otros diez según las labores agrícolas se lo permitían. Procedían de Genevilla en su mayoría, aunque también los había naturales de los vecinos pueblos de Korres, Quintana, San Román, Bujanda, Marañón y Cabredo.    
El proceso del trabajo se desarrollaba en varias fases. Primero había que proceder a un barrenado del terreno mediante explosivos con los que se había saltar la piedra que contenía el asfalto. Segundo, se hacía una selección del material obtenido, separando la roca de asfalto de lo que fuera arena. Tercero, la piedra asfáltica y la arena aprovechable se amontonaba hasta que hubiera una cantidad suficiente para iniciar su transporte, éste era el cuarto paso.  El camión sólo se desplazaba a la mina dos veces al año, una por abril o mayo, y otra por octubre, en esas fechas (y por espacio de un mes aproximadamente), realizaba incontables viajes hasta la fábrica de Antoñana para así acabar de transportar todo el mineral anteriormente acumulado.

## Vías de comunicación y comercialización: vínculos con el ferrocarril Vasco-Navarro
La fábrica donde se procesaba el material asfáltico procedente de esta mina de San Román de Campezo fue construida en la localidad de Antoñana debido a las buenas comunicaciones de este enclave. Por allí, no sólo pasaba (y pasa aún) la carretera que comunica Santa Cruz de Campezo con Vitoria, sino que demás, entre los años 1927 y 1967, también cruzó la línea del ferrocarril Vasco-Navarro, Es por esta razón que, para dar servicio a la citada fábrica, se colocó una vía muerta con cargadero de vagones en los que se distribuían los productos asfálticos.